# Opération Kaika
Guerre d'Afghanistan
L'opération Kaika est une opération dépendante de l'opération Mountain Thrust menée par les Américains et les Afghans pour établir une base avancée dans le sud-est de Kandahar. L'opération échoua après une dure bataille du 23 au 25 juin 2006 qui cause cependant de lourdes pertes dans les rangs insurgés.

## Bataille
Le 23 juin 2006 dans la région de Kandahar, un groupe de soldats composé de 17 Américains et de 48 Afghans, chargé de l'établissement d'une base avancée, est encerclé à la suite d'une attaque hasardeuse contre un village tenu par les Talibans. Les insurgés, lourdement armés, essaient de réduire les soldats encerclés mais n'y parviennent. Ils arrivent cependant à anéantir une contre-attaque menée par des policiers afghans. Finalement, le 25 juin, une seconde contre-attaque menée notamment par des hélicoptères AH-64 Apache, permet de dégager le groupe américano-afghan. Les Talibans subissent de lourdes pertes face à l'attaque aérienne.

## Pertes
Les pertes sont légères pour les soldats encerclés avec seulement 5 morts (2 Américains et 3 Afghans). Les Talibans ont en revanche perdu 120 hommes (selon les Américains).